# Jan hrabě Voračický z Paběnic
Jan hrabě Voračický z Paběnic (německy Johann Graf Woracziczky von Babienitz, * 24. listopadu 1857) byl český šlechtic, hrabě z rodu Voračických z Paběnic.

## Život
Narodil se jako syn Jindřicha a jeho manželky Karoliny, rozené svobodné paní Izdenczyovou z Monostóru a Komlóse (* 182?), která vlastnila panství Finkenegg ve Štýrsku. Měl bratra Jiřího Jindřicha (* 1856).
Zastával úřad c. k. komorníka a v armádě dosáhl hodnosti poručíka u 7. husarského pluku prince Bedřicha Karla Pruského.
25. listopadu 1883 se Jan Voračický oženil se Sabinou rozenou z Khuen-Belasi (* 21. května 1863), z jejichž manželství se narodil syn Oliver (* 11. ledna 1885, Uherské Staré Hrady).